# Daniel Marques (ator)
Daniel Marques (Itapetininga, 20 de Maio de 1978) é um ator brasileiro.

## Filmografia

### Televisão
- 2009 Caminho das Índias como Marcelo[1]
- 2011 Insensato Coração  como Zé Paulo[2]
- 2012 Lado a Lado como Paiva[3]
- 2013 Malhação (21ª temporada) como Tuninho[4]